# Algirdas Čiučelis
Algirdas Čiučelis (* 10. Februar 1938 in Armonys, Rajongemeinde Rokiškis; † 20. Februar 2008 in Vilnius) war ein litauischer Politiker von Vilnius, ehemaliger Bürgermeister und stellvertretender Bürgermeister.

## Leben
Čiučelis absolvierte die Grundschule Armoniai und das Progymnasium Juodupė bei Rokiškis. Ab 14 Jahren begann er zu arbeiten. Er absolvierte die Buchhalterkurse in Vilnius und mit 16 Jahren arbeitete er als Oberbuchhalter in der Rajongemeinde Obeliai. Er lernte an der Jugendmittelschule Obeliai, wo er das Abitur erwarb. Von 1955 bis 1960 absolvierte er ein Studium an der Vilniaus valstybinis universitetas. 1973 wurde er am Vilniaus inžinerinis statybos institutas promoviert, anschließend lehrte er am Institut. Er leitete den Lehrstuhl für Theoretische Mechanik, ab 1993 war er Dekan der Fakultät.
1997 war Čiučelis Bürgermeister von Vilnius, von 1999 bis 2000 erster stellvertretender Bürgermeister.

## Bibliografie
- Leonidas Syrus, Petras Baradokas, Edvard Michnevič, Algirdas Čiučelis. Teorinė mechanika. Kinematika. Mokomoji knyga. 2006. ISBN 9955-28-010-7.
- Petras Gailutis Adomėnas, Algirdas Čiučelis. Data Aggregation Sets in Adaptive Data Model // Informatica ISSN 0868-4952, Institute of Mathematics and Informatics, Vilnius, 2002.
- Petras Gailutis Adomėnas, Algirdas Čiučelis, Rolandas Griškevičius. Integration of applied problems in an adaptive data model. Proceedings of the Thuireenth International Conference on Information Systems Development. ISBN 9986-05-762-0, 2004.